# 인천공항세관
인천공항세관(仁川空港稅關, Incheon Airport Customs)은 신속한 휴대품통관서비스 제공, 24시간 수출입통관체계 구축, 마약, 밀수, 국민건강 위해물품단속 등을 통하여 공정한 무역 질서를 확립하고 사회 안전과 국민 건강을 지키기 위하여 설립된 대한민국 관세청 소속의 특별지방행정기관으로 인천공항세관장은 서기관으로 보한다. 인천광역시 중구 공항로 272에 위치하고 있다.

## 연혁
- 1949년 8월 25일 서울세관 김포출장소 설치
- 1967년 4월 10일 김포세관으로 승격, 부세관장 신설
- 1976년 5월 8일 부세관장을 폐지하고 세무국 및 감시국 신설
- 1980년 6월 14일 세무국, 감시국제 폐지, 관리국 신설
- 1983년 1월 6일 입국 검사관실, 출국검사관실 각 1개실 증설, 정보담당관실 신설
- 1984년 1월 27일 관리국 폐지, 세무국, 감시국 및 감사 담당관실, 전산담당관실 신설
- 1987년 4월 1일 세무과를 수출과, 수입과로 감시과를 감시과, 심리과로 분리, 전산처리담당관실을 세무국에서 감시국으로 이관
- 1988년 1월 29일 감시국을 감시1,2국으로 1개국 증설 심리과를 감시1,2과로 흡수 개편
- 1991년 12월 28일 세무국 수입1과를 수입1,2과로 분과 세무국 수입2과를 무환과로 과명칭 변경
- 1993년 2월 1일 감시1국 마약심리과 신설
- 1996년 7월 10.일 세무국을 통관국으로 (직제개정 : 3국 11과 10담당관실 → 3국 13과 7담당관실)
- 1998년 8월 1일 감시과, 조사과, 특수조사과를 감시국으로 휴대품1,2과, 휴대품검사관실을 휴대품통관국으로 통관국을 수출입통관국으로 변경
- 2000년 1월 1일 조사국(감시과,조사과,특수조사과)을 조사감시국으로(조사총괄과,특수조사과,감시과) 수출입통관국 정보관리과,화물과,통관과를 폐지하고 통관지원과, 납세심사과, 분석실을 신설 고충처리담당관실 신설 총무과를 세관운영과로 개칭
- 2001년 3월 29일 김포세관에서 인천공항세관으로 명칭 변경, 휴대품통관국의 휴대품1과.휴대품2과를 휴대품과로 변경, 휴대품6검사관을 휴대품8검사관으로 증설, 조사감시국에 여행자정보분석과, 탐지견훈련과를 신설
- 2002년 1월 4일 장비과 신설, 특수조사과를 마약조사과로 명칭변경, 탐지견훈련과업무를 관세청 마약조사과 소속으로 이관.
- 2003년 11월 22일 고충처리담당관실, 수입3과, 김포사무소 폐지하고 특송통관과, 김포출장소, 마약탐지과(탐지견센터) 신설
- 2005년 7월 1일 홍보담당관실 신설
- 2006년 1월 2일 김포출장소 세관으로 승격, 화물검사과 신설, 마약탐지과 폐지, 휴대품검사관실 축소(8검사관⇒ 6검사관)
- 2007년 9월 28일 인천공항국제우편세관 신설, 심사관,조사관,마약조사관 신설
- 2008년 7월 1일 휴대품검사관실 확대(6검 ⇒ 8검사관), 심사관,마약조사관 폐지
- 2009년 2월 1일 수입3과 신설
- 2009년 5월 1일 수출입통관국 화물검사과를 폐지하고, 조사감시국 화물정보분석과로 신설
- 2011년 4월 14일 수입3과폐지 특송2과신설
- 2016년 인천본부세관, 인천공항본부세관 조직개편으로 통합 ⇒ 인천본부세관 1급 세관 격상, 특송통관국 신설
- 2017년 휴대품통관2국 신설(공항휴대품2과, 공항휴대품검사1관~7관), 조사6관, 공항감시관 신설
- 2022년 마약조사과 ⇒ 마약조사1,2,3과 신설
- 2023년 조직개편으로 인천본부세관, 인천공항본부세관 분리, 인천국제우편세관과 특송통관국을 통합하여 특송우편통관국 신설, 심사정보과, 분석실을 통관감시국 소속으로 이관, 여행자통관1국 휴대품검사관실 축소(9검사관 ⇒ 7검사관)

## 조직

### 인천공항세관장

#### 통관감시국
- 수출입물류과
- 통관정보과
- 물류감시1~2과
- 통관검사1~3과
- 심사정보과
- 분석실
- 장비관리과
- 전산정보관리과

#### 특송우편통관국
- 특송우편총괄과
- 특송통관1~3과
- 우편통관과
- 우편검사과

#### 여행자통관1국
- 여행자통관1과
- 여행자통관검사1~7관
- 여행자정보분석과

#### 여행자통관2국
- 여행자통관2과
- 여행자통관검사1~7관

#### 조사국
- 조사총괄과
- 조사1~2관
- 마약조사1~3과

## 소속기관

### 김포공항세관
- 주소: 서울특별시 강서구 하늘길 210(공항동 1373번지)
- 우편번호: 07505
- 관할구역: 김포국제공항 항역 내

## 같이 보기
- 서울본부세관
- 부산본부세관
- 광주본부세관
- 대구본부세관
- 인천본부세관